# Konzertchor Rutheneum
Der Konzertchor Rutheneum (bis 2021 Konzertchor des Goethe-Gymnasiums/Rutheneums Gera) ist ein gemischter Jugendchor am Gymnasium Rutheneum seit 1608 in Gera.

## Geschichte
Der Chor besteht seit der Gründung der Spezialklassen für Musik am Gymnasium Rutheneum seit 1608 im Jahr 1989. Seit 1994 unter der Leitung von Christian K. Frank, erreichte der Konzertchor mehrere Goldene und Silberne Diplome sowie Erste Preise und Sonderauszeichnungen bei nationalen und internationalen Wettbewerben.
Neben Werken des a-cappella-Gesangs führt er auch chorsinfonische Werke wie die „Carmina Burana“ und J.S. Bachs Weihnachtsoratorium auf.
Der Chor verbindet in verschiedenen Projekten klassischen Chorgesang mit Rockmusik, Orchester, Elektronik, Solisten und Choreografie. Vom Dirigenten Christian Frank stammen die Kompositionen „Kyrie / Die Sieben Posaunen“, „Rex Tremendae“, „Natus est“, „Die Vier Elemente“, „Die Menschenfrage“ und „Hereafter“.
Eine Konzertreise nach Japan oder Amerika sowie die Teilnahme am 7. Deutschen Chorwettbewerb in Kiel erfolgten 2006. Der Konzertchor gewann im März 2015 in der New Yorker Carnegie Hall Gold beim New York Choral Festival. Des Weiteren unternahm der Chor mehrere Auslandsreisen, z. B. nach Israel und Bulgarien. Im Februar 2018 reiste der Chor nach Italien und trat unter anderem im Dom von Pisa auf.
Nach einer aufgrund der Corona-Pandemie bedingten Konzertpause folgten zu Weihnachten 2022 Konzerte in der Nürnberger Frauenkirche und im Französischen Dom auf Einladung der Thüringer Landesvertretung in Berlin.

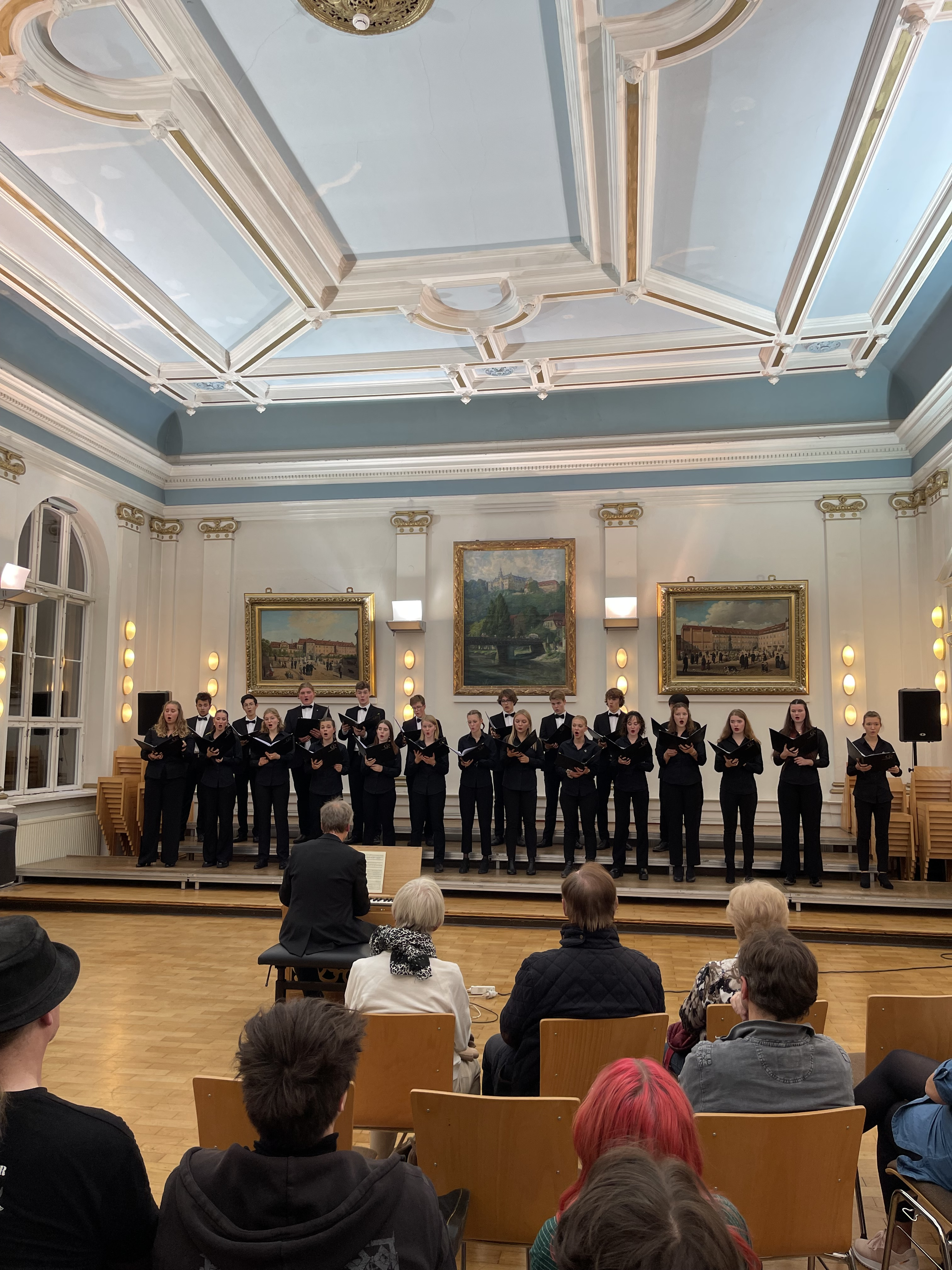
Konzert des collegium rutheneum [1608] im Rahmen von Heinrich trifft Heinrich

Im Rahmen der Städtepartnerschaft Temeswar und Gera folgte 2023 die Produktion der Gurre-Lieder von Arnold Schönberg mit über 400 Mitwirkenden, unter anderem mit Orchester und Opernchor des Theaters Altenburg Gera und der Filarmonica Banatul in Timisoara.

## collegium_rutheneum[1608]
Das collegium_rutheneum[1608] ist ein gemischtes Kammer-Vokalensemble, das aus jährlich wechselnden Mitgliedern des Konzertchor Rutheneum besteht.
Das Ensemble wurde 2010 von Christian K. Frank gegründet, der auch musikalischer Leiter ist.

## vocAlumni.
Das Ensemble „vocAlumni.“ setzt sich aus ehemaligen Absolventen und Absolventinnen der Spezialklassen für Musik zusammen.
Das Ensemble gibt hin und wieder eigene Konzerte, wie zur Osterzeit 2023 die Choralpassion von Hugo Distler in Saalfeld in Zusammenarbeit mit dem Collegium Rutheneum.
Künstlerisch wird der Chor von Christian K. Frank geleitet.

## Spezialklassen für Musik
Seit 1989 gibt es die Spezialklassen für Musik am Rutheneum seit 1608 in Gera. Die Ausbildung dient dazu, musisch begabten Schülern eine intensive Betreuung auf den verschiedensten Gebieten der Musik zu geben. Ab Klasse 9 werden Schüler aus dem Freistaat Thüringen und anderen Bundesländern in solch eine Klasse aufgenommen, wenn sie den Leistungsanforderungen des Gymnasiums bzw. der gymnasialen Oberstufe gerecht werden. In der fünfjährigen Spezialausbildung erhalten die Schüler ein vollwertiges Abitur sowie ein Zertifikat über den Ausbildungsstand auf musischem Gebiet. Nach Beendigung der Ausbildung können die Abiturienten alle angebotenen Studienrichtungen studieren oder eine Berufsausbildung aufnehmen.
Die Aufnahme in solch eine Klasse wird durch ein Aufnahmegespräch geregelt. In diesem werden musikalische Grundkenntnisse abverlangt und die Musikalität kontrolliert. Der Schüler singt ein selbstgewähltes Lied ohne Instrumentalbegleitung vor. Anschließend werden theoretische Kenntnisse überprüft (einfache Intervalle hören und singen, einfachste Blattsingeübungen, Rhythmen erkennen und nachklopfen u. ä.). Das Aufnahmegespräch wird durch ein Instrumentalvorspiel beendet. Jeder Schüler, der ein Instrument beherrscht, sollte ein selbstgewähltes Stück vorspielen. Für die Aufnahme in die Spezialklasse für Musik sind Instrumentalkenntnisse wünschenswert. Ab Klasse 8 können sich interessierte Schüler, die die oben genannten Bedingungen erfüllen, schriftlich zu einem Aufnahmegespräch anmelden.
Die Schüler der Spezialklassen erhalten aber zusätzlich eine gesonderte Musikausbildung.

## Tonträger
- a cappella – consonance 1995, Konzertchor des Goethe-Gymnasiums, Kammerorchester Kühdorf (bestehend aus Mitgliedern des Philharmonischen Orchesters der Bühnen der Städte Gera-Altenburg), Dirigent: Christian Frank
- L'art pour l'art – 2002, diverse Künstler, u. a. „Kyrie/Die Sieben Posaunen“
- Hereafter – Red Farm Records 2009, Hidden Timbre, Konzertchor des Goethe-Gymnasiums, b.s.p. fusion orchestra; Komposition: Christian Klaus Frank & Hidden Timbre

## Auftritte (Auswahl)

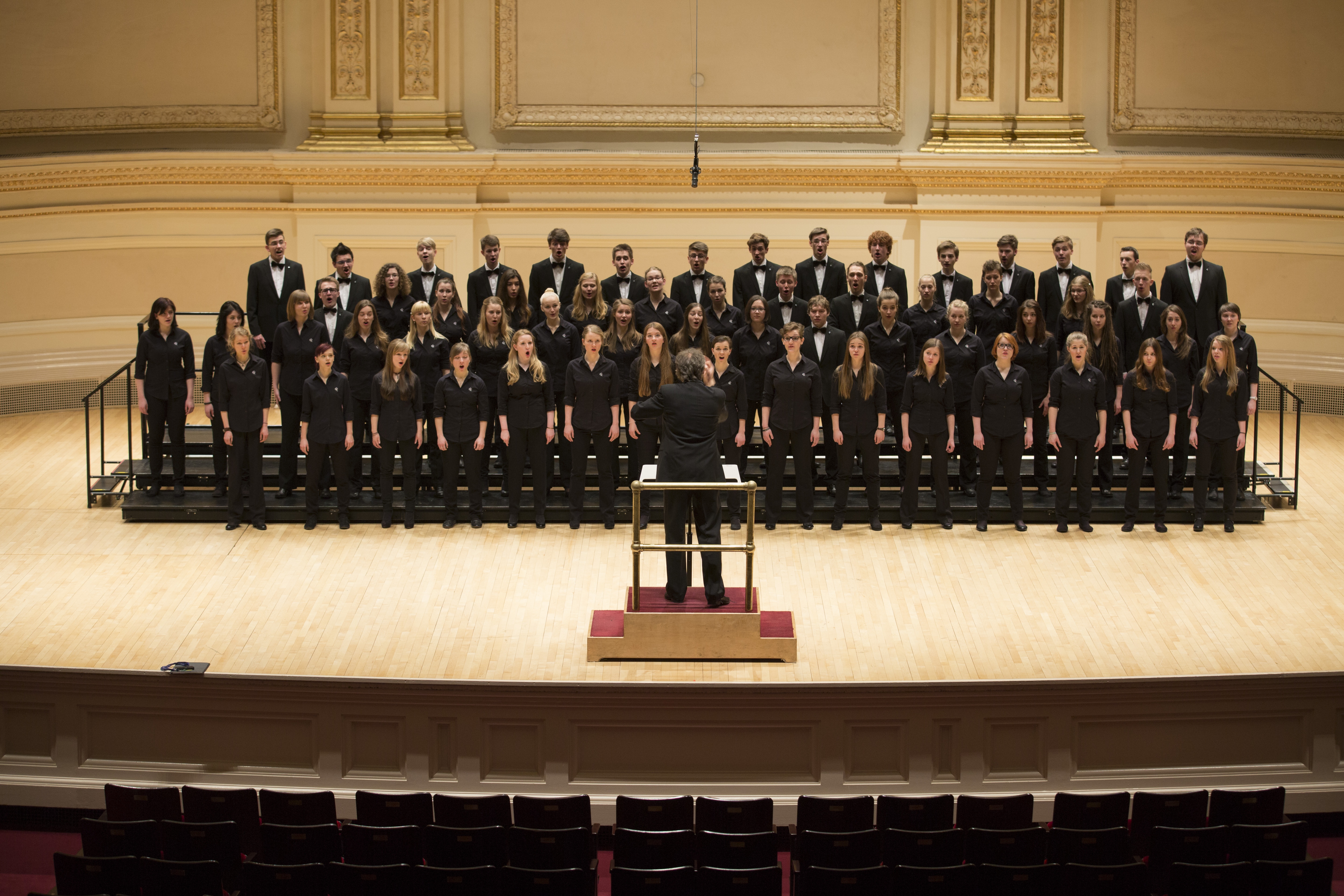
Der Konzertchor des Rutheneums Gera beim 15. Choralwettbewerb in der Carnegie Hall New York City 2015

- Deutsche Chortage Wernigerode 1997 – Welturaufführung „Verdichtung“ (Hans Tutschku)
- J.S. Bachs „Matthäus–Passion“ 1998 St. Salvator Gera
- Thüringen Cantat Gera 1999
- Carl Orffs Carmina Burana 2000 Kongresshaus Coburg
- Expo 2000 Hannover
- Thüringen tolerant 2000 congresscentrum neue weimarhalle
- Carl Orffs Carmina Burana 2001 Kultur- und Kongresszentrum Gera
- Gabriel Faurés Requiem 2001 Theater Gera-Altenburg
- J.S. Bachs „Johannes-Passion“ 2002 St. Johannis Gera
- J.S. Bachs „Weihnachtsoratorium“ 2002 St. Johannis Gera
- Rock meets Classic and Gospel 2004 Kultur- und Kongresszentrum Gera u. a. Aufführung von „Kyrie/Die Sieben Posaunen“ (Christian Frank/Martin Zitzmann) und „Rex tremendae“ (Christian Frank)
- Rock meets Classic and Gospel 2004 Kongresshaus Coburg u. a. Aufführung von „Kyrie/Die Sieben Posaunen“ (Christian Frank/Martin Zitzmann) und „Rex tremendae“ (Christian Frank)
- ChorVision 2004 congresscentrum neue weimarhalle Weimar u. a. Uraufführung von „Die Vier Elemente“ (Christian Frank)
- Eröffnung der Distriktskonferenz des Rotary-Clubs 2005 Theater Gera-Altenburg u. a. Uraufführung von „Die Menschenfrage“ (Christian Frank)
- BERLIN 05 Festival für junge Politik 2005 FEZ Wuhlheide, Berlin u. a. Aufführung von „Die Menschenfrage“ (Christian Frank)
- Tag der jungen Stimmen – 10 Jahre Deutsche Chorjugend 2005 Erlebnisbergwerk „Glück auf“ Sondershausen
- Bundesgartenschau 2005 München
- „Hereafter“ – Uraufführung zur Bundesgartenschau Gera/Ronneburg 2007
- mehrmals Eröffnung der Geraer Orgeltage Theater Gera-Altenburg
- mehrmals Mitwirken beim Konzert zum Jahreswechsel des Theaters Altenburg Gera (Beethovens 9. Sinfonie)
- „Hereafter“ – Aufführung zum 10. Jahrestag der BUGA Gera/Ronneburg 2017
- Arnold Schönberg: Gurre-Lieder (Konzerte in Gera und Temeswar im Rahmen des Europäischen Kulturhauptstadtjahres 2023 Timisoara)

### Regelmäßige Auftritte
- jährliches festliches Weihnachtskonzert des Rutheneum seit 1608 Gera im Theater Gera
- jährliches traditionelles Weihnachtskonzert des Rutheneum seit 1608 Gera in der Johanniskirche Gera
- jährliches Schuljahresabschlusskonzert des Rutheneum seit 1608 Gera in der Salvatorkirche Gera

## Auszeichnungen
- V. Internationaler Chorwettbewerb Budapest Ungarn 1995 – Goldenes Diplom und Kategorie-Sieger „Gemischter Jugendchor“, Preis des Deutschen Sängerbundes, Dirigentenpreis für Christian Frank[2]
- III. Internationaler Chorwettbewerb „Orlando di Lasso“ Rom Italien 1996 – Silberdiplom
- VI. Internationaler Chorwettbewerb Budapest Ungarn 1997 – Silberdiplom, Dirigentenpreis für Christian Frank
- 1. Johann Daniel Elster Wettbewerb Deutschland 1997 – 1. Preis, Sonderpreis
- Zelter-Plakette
- Pro-Musica-Plakette
- I. Internationaler Chorwettbewerb Fort Lauderdale/USA 1999 – Goldenes Diplom „Mixed Youth-Choirs“
- III. Landeschorwettbewerb Thüringen Deutschland 2001 – Bester Jugendchor Thüringens
- Concorso Corale Internazionale Isola del Sole Grado Italien 2003 – Goldenes Diplom und Kategorie-Sieger „Gemischter Jugendchor“, Goldenes Diplom in der Kategorie „Musica Sacra“
- Concorso Corale Internazionale Riva del Garda Italien 2004 – Goldenes Diplom „Gemischter Jugendchor“
- Daniel-Elster-Chorwettbewerb Sondershausen Endausscheid Deutschland 2004 – Bester Jugendchor Thüringens
- X. Internationaler Chorwettbewerb Budapest Ungarn 2005 – Goldenes Diplom, Dirigentenpreis für Christian Frank[2]
- 4. Landeschorwettbewerb Suhl Deutschland 2005 – Bester Jugendchor Thüringens
- Sonderpreis für die beste zeitgenössische Interpretation beim 6. Landeschorwettbewerb Thüringen 2013[3]
- New York Choral Festival 2015 – Gold[4]